# 희천 김씨
희천 김씨(熙川金氏)는 자강도 희천시를 본관으로 하는 한국의 성씨이다. 희천 김씨를 혹칭 위성 김씨(威城 金氏)라고도 한다. 위성(威城)은 곧 희천(熙川)의 별칭이다.

## 역사
시조 김용(金用)은 경순왕의 후예로, 고려조(高麗朝)에 광정대부(匡靖大夫)를 역임하고 온양군(溫陽君)에 봉해졌다. 그의 5세손 김영비(金英庇)는 강계만호(江界萬戶)를 역임하였다.
일설에 비조(鼻祖)를 검교한성윤(檢校漢城尹) 김영비(金英庇)라 하며, 그의 아들 김우(金宇)는 좌군도총제(左軍都摠制)와 병조판서(兵曹判書)를 역임하고 조선초 왕자의 난을 평정하는 데 공을 세워 좌명공신(佐命功臣))에 책록되고, 희천군(熙川君)에 봉해졌으며 사후 양정공(襄靖公) 시호를 하사 받았다. 그리하여 후손들이 그를 '중조'(中祖)로 삼고 본관(本貫)을 희천(熙川)으로 하였다.

## 선계
일설에 희천 김씨 선계는 경순왕 8자 일선군(一善君. 善山君) 김추(金錘)의 셋째 아들 김우(金佑)라 한다. 그는 고려 강종 때 문하시중(門下侍中)을 역임하고 나라에 공을 세워 신호위대장군(神虎衛大將軍)에 올라 온양부원군(溫陽府院君)에 봉해져 관향을 온양(溫陽)으로 하여 세계를 이어왔다고 한다.

## 본관
희천(熙川)은 평안북도 남동쪽에 위치한 지명이다. 본래는 고구려의 영토였고, 발해(渤海) 때는 서경압록부(西京鴨綠府)에 속하였다. 한 때는 여진족이 점령하였으나 고려 초에 수복되어 청새진(淸塞鎭)이라 하였다. 1217년(고종 4) 서희(徐熙)가 거란의 침공을 막아 위주방어사(威州防禦使)로 승격되었다. 후에 서희의 이름을 따서 희주(熙州)로 고쳐 개주(价州: 价川)에서 현감(縣監)을 겸하게 되었다. 1396년(태조 5)에 희주군으로 독립하였고, 1413년(태종 13) 희천(熙川)으로 개칭하였다. 1895년(고종 32) 지방제도 개정으로 강계부(江界府) 희주군이 되었다가, 1896년 평안북도 희주군이 되었다. 1949년 자강도가 신설되어 자강도에 편입되었다.

## 인물
- 김유지(金有智) : 가선대부병조참판(嘉善大夫兵曹參判)ㆍ습희천군(襲熙川君)
- 김존신(金存信) : 통정대부강계도좌익천호(通政大夫江界道佐翼千戶)ㆍ운산군수(雲山郡守)ㆍ병조참의(兵曹參議)
- 김유석(金有晳) : 가선대부공조참판(嘉善大夫工曹參判)
- 김인문(金仁門) : 신창현감(新昌縣監)
- 김총(金聰) : 결성현감(結城縣監)
- 김백순(金伯醇, 1494년∼1548년) : 자는 순지(醇之)1519년(중종 14) 생원시에 합격한 후, 참봉을 거쳐 1528년 식년문과 병과에 급제하여 예문관검열이 되었다. 함경도와 경상도의 도사를 거쳐 호조와 공조의 정랑을 지냈다. 이후 수원군수로 나갔다가 성균관 사예와 사성, 대동찰방, 인산진첨사 등을 역임하였다. 경학에 밝아 1535년 정부에서 사유(師儒)를 뽑을 때, 정사룡(鄭士龍)·박세호(朴世豪)등과 함께 선발되었다. 1545년(명종 원년) 의주목사가 되어 변방을 지키는 일에 힘썼으며, 임기가 끝나고 돌아와 승정원승지(承政院承旨)에 임명되었다. 1540년대 경기도 부천시 상동에 낙향하여 이때부터 후손들이 부천 지역에 정착하기 시작하였다.[1]
- 김규(金戣, 1531년생~ ) : 명종(明宗) 19년(1564) 갑자(甲子) 별시(別試) 병과(丙科) 급제, 병조정랑·사간원 정언·사헌부 지평·춘추관편수관·부교리와 교리·사간 등 여러 관직을 역임하고, 연안부사(延安府使)ㆍ파주(坡州), 정주목사(定州牧使)를 지냈다. 사후 통정대부승정원도승지 겸 경연참찬관(通政大夫承政院都承旨兼經筵參贊官)ㆍ춘추관수찬관(春秋館修撰官)ㆍ상서원정(尙書院正)ㆍ예문관직제학(藝文館直提學)에 증직되었다.

## 과거 급제자
희천 김씨는 조선시대 문과 급제자 2명을 배출하였다.

## 인구
- 1985년 499가구 2,140명
- 2000년 772가구 2,512명